# Pieter de Coninck
Pieter de Coninck (né à Bruges, entre 1250 et 1260 et mort en 1331), écrit aussi Pieter ou Pierre De Coninck (francisé parfois en Le Roy) est un tisserand brugeois, l'un des chefs les plus populaires avec Jan Breydel de la révolte flamande de 1302 contre les Français.

## Éléments connus de sa vie

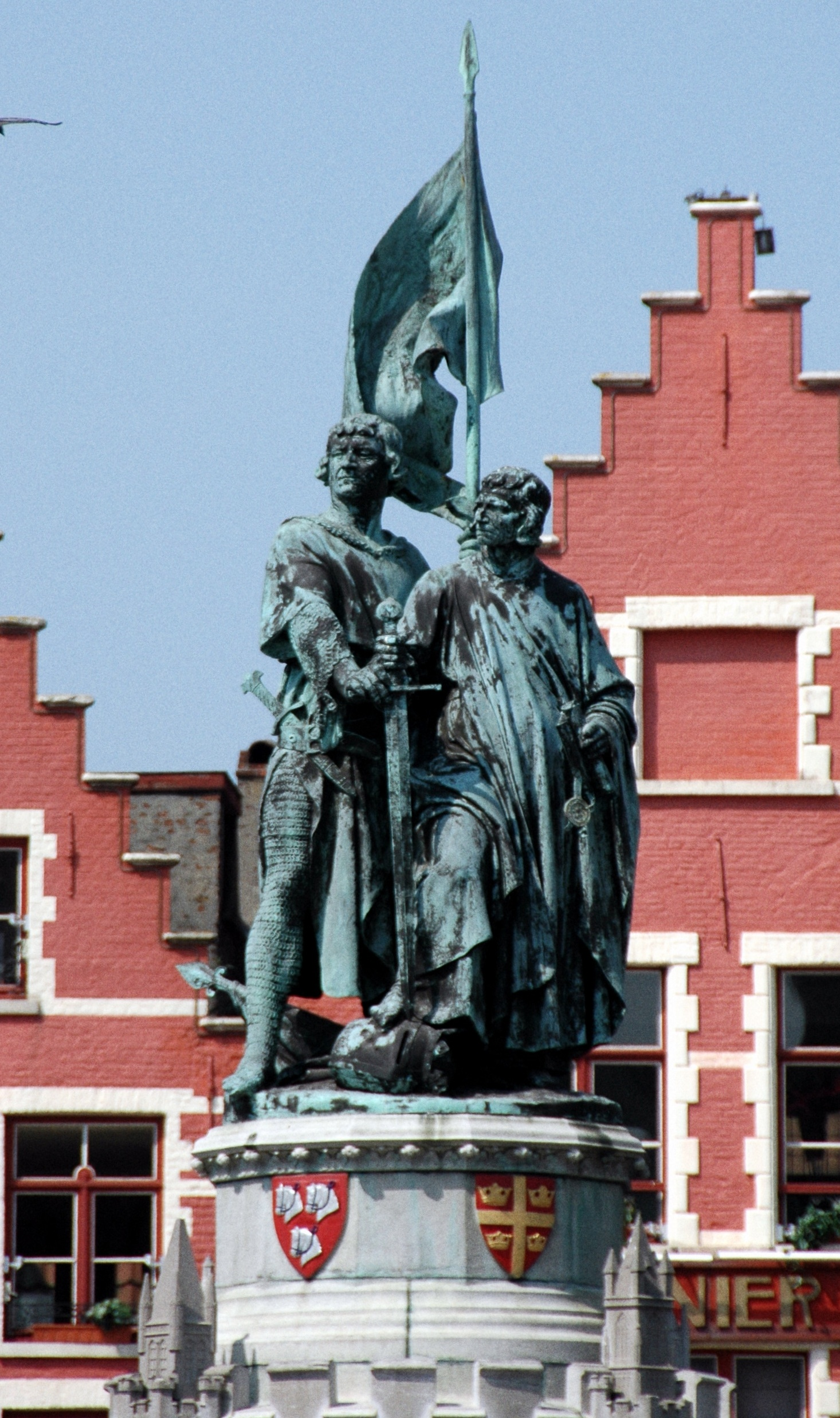
Statue de Jan Breydel & Pieter de Coninck, Bruges, Belgique.

Issu d'une famille brugeoise honorable et affilié à la corporation des tisserands, borgne, il devient un porte-parole naturel des Brugeois mécontents des vexations du gouverneur français de la Flandre, grâce à son aisance de parole et son courage, et malgré sa petite taille et son infirmité.
Le roi de France Philippe le Bel qui vient de conquérir la Flandre en s'emparant de son comte Gui de Dampierre vient à Bruges en 1301 faire sa Joyeuse Entrée. Après son départ, comble de provocation, le peuple de Bruges apprend qu'il devra en payer les frais. Pierre de Coninck proteste de cette décision, mais le bailli royal le jette en prison avec vingt-cinq autres personnalités brugeoises. L'émeute populaire qui s'ensuit l'en délivre (juillet 1301).
Le gouverneur français Jacques de Châtillon investit alors la ville et bannit Pieter de Coninck. Le tisserand reçoit alors l'appui des fils du comte encore libres Jean de Namur, Gui, et leur neveu Guillaume de Juliers. Cet appui, le changement de camp des bourgeois de Bruges, privés de leur liberté traditionnelle par l'entrée dans le domaine royal et les nouveaux impôts levés par Jacques de Châtillon permettent facilement à Pieter de Coninck de rentrer à Bruges en décembre. Son seul prestige lui permet de faire arrêter le travail des ouvriers chargés du démantèlement des murailles de la ville ordonné par Philippe le Bel.
Début mai 1302, pendant que Jan Breydel (doyen des bouchers de Bruges) s'empare du château de Male avec sept cents Brugeois, il négocie avec le magistrat de la ville l'évacuation des habitants de Bruges et la sauvegarde des bâtiments et maisons. Il allume le feu à des tas de paille pour faire croire aux Français qu'ils ont vaincu la ville et qu'elle est à feu et à sang. Pendant ce même temps il réunit les comtes flamands encore libres pour préparer une bataille qui deviendra célèbre sous le nom de bataille des éperons d'or. Il échoue à rallier à sa cause Gand où l'oligarchie marchande a repris le pouvoir. Jacques de Châtillon marche à nouveau sur Bruges : les Brugeois doivent se soumettre ou partir. Pieter, Jan Breydel et plusieurs milliers de Brugeois quittent la ville, laissant entrer le gouverneur français (17 mai 1302). Jacques de Châtillon pénètre dans la ville avec ses soldats, contrairement à l'accord qu'il vient de prendre. Inquiets de leur sort, les Brugeois restés en ville rappellent les exilés. Leur apparition au petit matin du 18 mai devant les murs de la ville (Pieter apparaît lui-même à la Porte Sainte-Croix en ralliant ses compatriotes au cri de « Vlaenderen den Leeuw ! » - « Flandre au Lion! ») déclenche le massacre des Français et des léliaerts (partisans des Français). Jacques de Châtillon échappe d'extrême justesse au carnage. Pieter de Coninck se range sous la bannière de Guillaume de Juliers, qui rallie toute la Flandre maritime, et rassemble une armée improvisée à Courtrai pour barrer l'ost royal. Pieter de Coninck participe à la bataille des Éperons d'Or, au soir de laquelle il est fait chevalier avec ses deux fils (11 juillet 1302).
Pieter s'installe alors à Bruges dans l'ancienne maison d'un léliaert et continue, sans fonction officielle, à jouer un rôle politique important dans la ville.
En 1306 son alliance est sollicitée par la commune de Saint-Omer alors en révolte. Il s'oppose au traité d'Athis-sur-Orge (1305), qui voudrait le voir prisonnier de Philippe le Bel parmi deux mille Brugeois. Il prend part avec Jan Breydel et Jan Heem à la révolte de Bruges de 1309 contre l'application du traité. Il doit finalement s'exiler en 1321 après une révolte populaire au cours de laquelle il prend parti pour le comte Robert III.
Pieter de Coninck a été marié deux fois.

## Postérité
En 1887, une statue due à Paul Devigne le représentant avec Jan Breydel est érigée sur la grand place de Bruges, où elle se trouve toujours.

## Sources
- Geirnaert Noël et Vandamme Ludo : Bruges: two thousands years of history, Stichting Kunstboek bvba, Bruges, 1996;  (ISBN 90-74377-46-7)
- Le Glay Edward : Histoire des comtes de Flandre jusqu'à l'avènement de la Maison de Bourgogne, Comptoir des Imprimeurs-unis, Paris, MDCCCXLIII
- articles des wikipédia en anglais (en) et néerlandais (nl).